# 纥石烈胡失门
纥石烈胡失门（12世纪？—1223年），金朝大臣，女真族，纥石烈氏，上京路（今黑龙江省哈尔滨市阿城区南）猛安人。
金章宗明昌五年（1194年）胡失门中进士。历任尚书省令史、中都路支度判官、河北東路都勾判官、翰林直学士、大理卿、右谏议大夫。金宣宗兴定二年（1218年），金伐南宋，胡失门充元帅左都监紇石烈牙吾塔参议官，随军南征。后改同知彰德府（今河南安阳市）事。五迁为吏部尚书。兴定五年（1221年），拜御史大夫。元光元年（1222年），兼大司农。元光二年（1223年），在任上病卒。